# 中村橋之助 (4代目)
四代目 中村 橋之助（なかむら はしのすけ、1995年12月26日 - ）は、日本の歌舞伎役者、俳優。本名は中村 国生（なかむら くにお）。屋号は成駒屋。東京都出身。太田プロダクション所属。

## 来歴
- 1995年（平成7年）12月26日 - 三代目中村橋之助（現：八代目中村芝翫）・三田寛子夫妻の長男として東京に生まれる。2歳年下の弟は三代目中村福之助、6歳年下の弟は四代目中村歌之助。祖父は七代目中村芝翫。従兄弟は六代目中村勘九郎、二代目中村七之助。
- 2000年（平成12年）9月 - 歌舞伎座（五世中村歌右衛門六十年祭）の『京鹿子娘道成寺』の所化と『菊晴勢若駒（きくびよりきおいのわかこま）』の春駒の童で、本名である初代中村国生を名乗り初舞台。
- 2016年（平成28年）10月 - 芸術祭十月大歌舞伎（歌舞伎座）で、父が36年名乗った「中村橋之助」の名跡を四代目として襲名。
- 2019年（令和元年）9月 - 『ノーサイド・ゲーム』で、襲名後のテレビドラマに初出演[1]。
- 2022年（令和4年）3月 - Spotifyにて初MCを務めるポッドキャスト番組「中村橋之助のカルチャー幕見席」を開始することを発表[2]。未来の歌舞伎界を盛り上げていくため、多方面の他ジャンルの先輩をゲストに、「幕見席」のようにそのジャンルのカルチャーを覗き見させてもらう番組[3]。

## 出演

### 歌舞伎
- 歌舞伎座
- 浅草公会堂
- 国立劇場
- 南座
- 博多座
- 御園座

### 舞台
- KAAT神奈川芸術劇場プロデュース『オイディプスREXXX』2018年12月 - オイディプス役
- ミュージカル・ゴシック『ポーの一族』2021年1月～2月 - ジャン・クリフォード 役
- 『サンソン－ルイ16世の首を刎ねた男－』2021年4月〜6月- ルイ16世 役

### テレビ

#### ドラマ
- 大河ドラマ 毛利元就（1997年、NHK） - 毛利輝元（幼少時代） 役
- 検事・沢木正夫3 共犯者 （2015年8月19日、テレビ東京） - 瀬崎勝（25年前） 役
- ノーサイド・ゲーム 第8話（2019年9月1日、TBS） - 風間有也（学生時代） 役

#### ドキュメンタリー
- 神谷町小歌舞伎〜成駒屋三兄弟の挑戦〜 (2023年7月22日、BS朝日[4][5])

### 映画
- シンペイ〜歌こそすべて（監督：神山征二郎、2025年1月10日全国公開） - 主演・中山晋平 役[6][7]

### ラジオ
- 中村橋之助 ぶっかえりNIGHT (2024年4月6日 - 、NACK5[8])

#### ポッドキャスト
- 「中村橋之助のカルチャー幕見席」（2022年3月14日初回配信、Spotify[3]）